# لوح تزلج منفصل

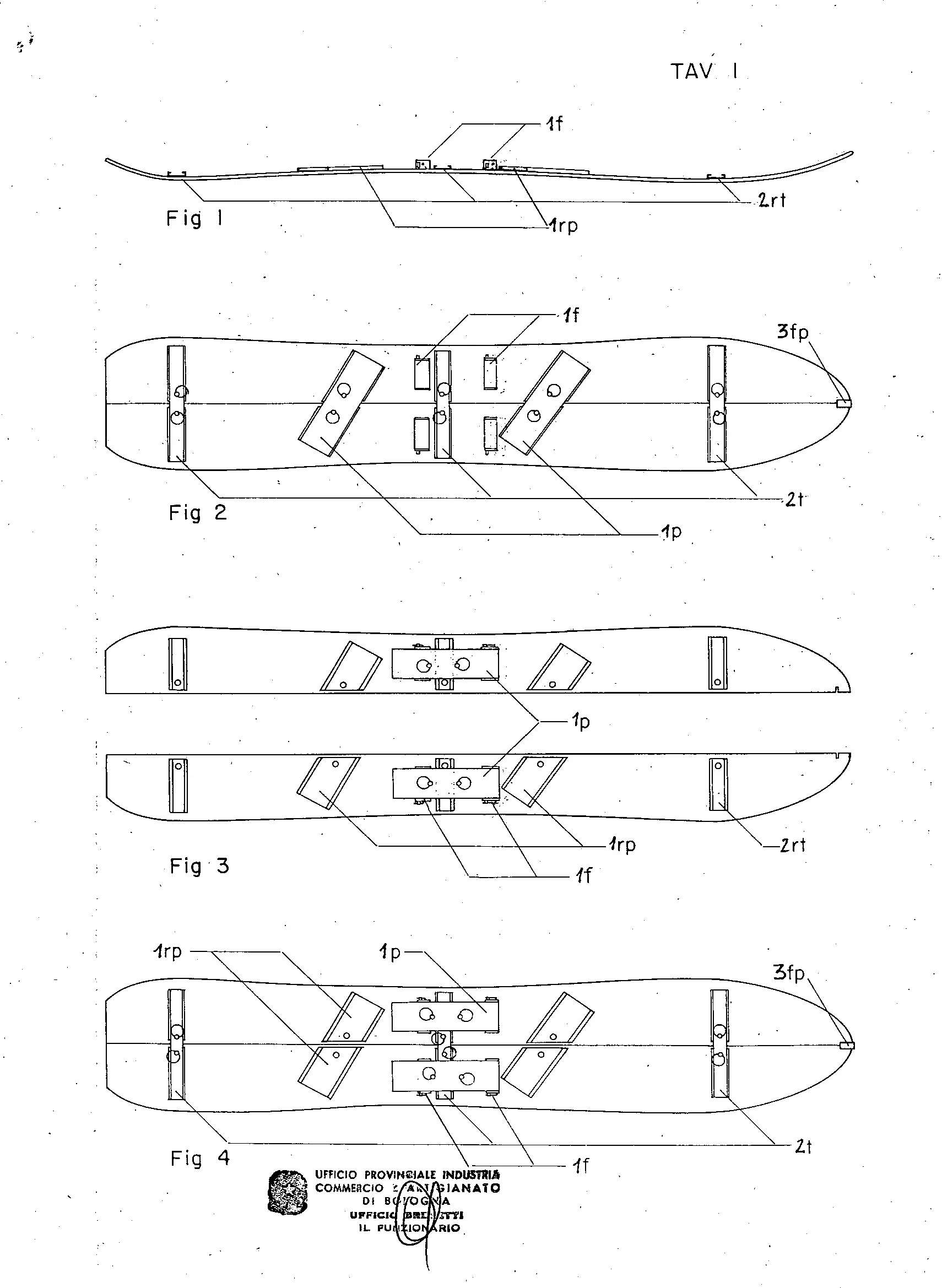
براءة الاختراع الأصلية ماناريسي سبليت بورد 1990

لوح تزلج منفصل (بالإنجليزية: splitboard)‏ هو لوح تزلج يمكن فصله إلى جزأين متشابهين يستخدمان مع أشرطة التسلق لصعود المنحدرات بنفس الطريقة التي يتم بها التجول في جبال الألب أو الزلاجات عن بُعد. يتمثل الاختلاف الرئيسي في أن اللوح المقسم سيكون له حافة معدنية إضافية (أسفل منتصف اللوح) لمزيد من الإمساك في وضع التزلج. على عكس ألواح التزحلق على الجليد العادية ، سيكون لها أيضًا مشابك أنف وذيل ، وخطافات منفصلة ، وحوامل للتجول. بالاعتماد على المبدأ نفسه في التزلج الريفي ، يسمح التزلج على الألواح بحركة حرة للكعب مع وجود جلود مثبتة في الجزء السفلي من الزحافات ، مما يوفر جرًاأثناء الصعود. يمكن بعد ذلك توصيل النصفين الذين تم فصلهما لتشكيل لوح تزلج عادي للهبوط. غالبًا ما تعتمد تقنية اللوح المنفصل على فكرة استخدام قوتك للوصول إلى الريف أو الوجهة المقصودة ولا يستخدم غالباً للمسارات الدائرية.
نشأ لوح التزلج في عام 1965ميلادي, ومع بدايته تم حظره في المنتجعات الأميريكية حتى موسسم(1984-1985) ومع بداية تسعينيات القرن الماضي سمحت غالبية المنتجعات الاميريكية التزلج على الجليد فيها, وفي غضون خمس سنوات ظهرت تقنية لوح التزلج المنفصل.
في نيسان من عام 1990 ، نُشر مقال عن براءة اختراع لتقنية لوح التزلج المنفصل بواسطة (نيكولو ماناريسي) من بولونيا في مجلة إيطالية (سكاتي سنوبورد) ، تظهر صورة لوحة(سيمس) مقسمة إلى قسمين (المصدر:مجلة ايريك بيرنيسكو). تم عرض أول مجموعة مقسمة على تلك المجلة ، والتي تم تقديم طلب براءة الاختراع لها في 7-آذار-1990 بفضل البحث الذي أجرته الشركة الايطالية (إيتوري بيرسونيتاز سيت) ، كان من الممكن الاتصال بالمخترع وتم العثور على المستندات الأصلية .
في عام 1991 ، جلب (بريتم كوبويز كوبيرنيك) النموذج الخام الأولي لأول لوح تقسيمي إلى مارك «والي» وارياكوا ، مؤسس شركة فوال. في ذلك الوقت ، كان والي يركز بشكل مكثف على ابتكار تصميمات جديدة للتزلج والعلامات عن بُعد في الريف ، لكنه رأى مستقبل التزلج هو على الجليد في الريف في تصميم الكوبويز الخام. على مدى السنوات القليلة التالية ، رفض كويبويز و والي هذه الفكرة وفي عام 1994 أصدروا أول مجموعة كت .كانت هذه بداية ثورة الواح التقسيم. لأول مرة كان لديهما طريقة مبتكرة وأسهل حقًا للوصول إلى المسحوق. أظهرت الدراسات الاستقصائية زيادة في عدد المتزلجين على الجليد الذين يستخدمون غير منتجع من 1.8 مليون إلى 2.2 مليون في فترة زمنية مدتها أربع سنوات. وقد زاد هذا الرقم بشكل كبير أيضًا من 4.3 مليون إلى 6.3 مليون عندما تم تضمين البلد البعيدة. دفعت شعبية تقسيم الألواح في العقد الماضي العديد من تجار الملابس إلى تقديم رحلات نصف يوم أو يوم كامل أو حتى رحلات استكشافية متعددة الأيام في جميع أنحاء العالم

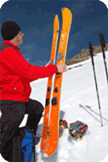
يتم قطع اللوح المنفصل من المنتصف ويستخدم كزلاجتين للوصول إلى البلد الخلفي

في العقد الماضي ، كان هناك ظهور شركات لألواح التزلج المنفصلة (بالإنجليزية:splitobording) . مثل روابط (كاراكورام) ذات الألواح المقسومة ، روابط (ر) و (د) الشرارية ، ألواح تزلج (جونز) على الجليد. لقد أحدثت هذه الشركات الثلاث ثورة في الرياضة وأنشأت سوقًا لتقسيم الألواح بأسعار معقولة مما ساعد على زيادة المشاركة في الرياضة. قبل عام 2006 ، كانت الشركة الفرنسية (فوال) هي الشركة الرائدة في تقسيم الألواح المنفصلة التي باعت نظام الربط المبكر لنظام المسار الذي كان بمثابة مقدمة للأنظمة الحديثة للربط والتقسيم المحدد. منذ عام 2006،  تم إدخال معادن ومواد بلاستيكية أخف وزنًا في أنظمة الربط ، مما أدى إلى إنشاء ربط لوح منفصل أكثر استجابة واستمرارية. أيضًا ، هناك مجموعة متنوعة من الألواح المقسمة للاختيار من بينها في السوق مقارنة بالأعوام السابقة. طورت شركات مثل (جونز على الجليد) خطوطًا مقسمة إلى علامتها التجارية عالية الأداء وبأسعار معقولة نسبيًا. يمكن أن تأتي الألواح المقسّمة بأنماط محدبة مهجنة ، وأنماط حدبة كاملة ، وأشكال متغيرة الحجم ، وأشكال مسحوق ، كما أنها مصممة أيضًا للنساء والأطفال.

## مراجع

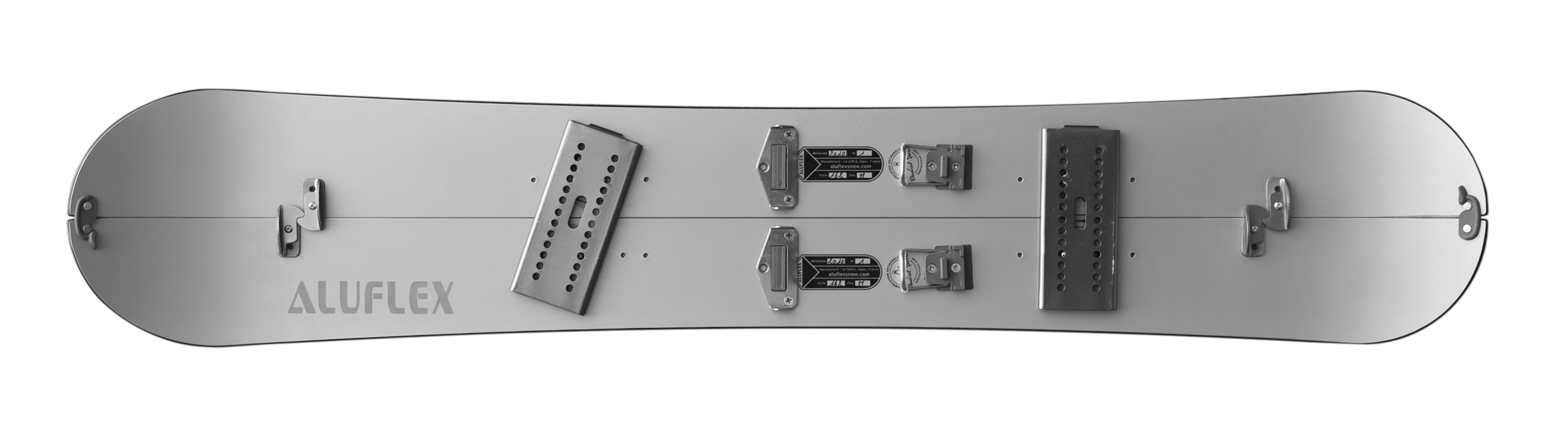
سبليت بورد، مع توصيل كلا النصفين